# Betonnung
Die Betonnung ist eines von mehreren Verfahren (neben beispielsweise Leuchtfeuern, Leuchttürmen, Feuerschiffen), die international zur Kennzeichnung von Schifffahrtswegen verwendet werden. Das International Buoyage System (deutsch etwa: Internationales Betonnungssystem) wurde seit 1973 von der International Association of Lighthouse Authorities (IALA) erarbeitet, 1976 von der Inter-Governmental Maritime Consultative Organisation (IMCO), der Vorläuferin der heutigen International Maritime Organization (IMO), beschlossen und seit 1977 eingeführt.
Innerhalb dieses Systems werden fünf verschiedene Arten von Seezeichen unterschieden:
- Lateralzeichen zur Kennzeichnung der seitlichen Begrenzung von Schifffahrtswegen
- Kardinalzeichen zur Kennzeichnung von Gefahrenstellen, Untiefen und Schifffahrtshindernissen durch Richtungsangaben
- Einzelgefahrzeichen zur Kennzeichnung kleinflächiger Gefahrenstellen etc.
- Mitte-Fahrwasser-Zeichen zur Kennzeichnung der Mitte von Schifffahrtswegen und Ansteuerungen
- Sonderzeichen, die nicht primär der Navigation, sondern zur Kennzeichnung besonderer Gebiete oder Örtlichkeiten dienen.[1]

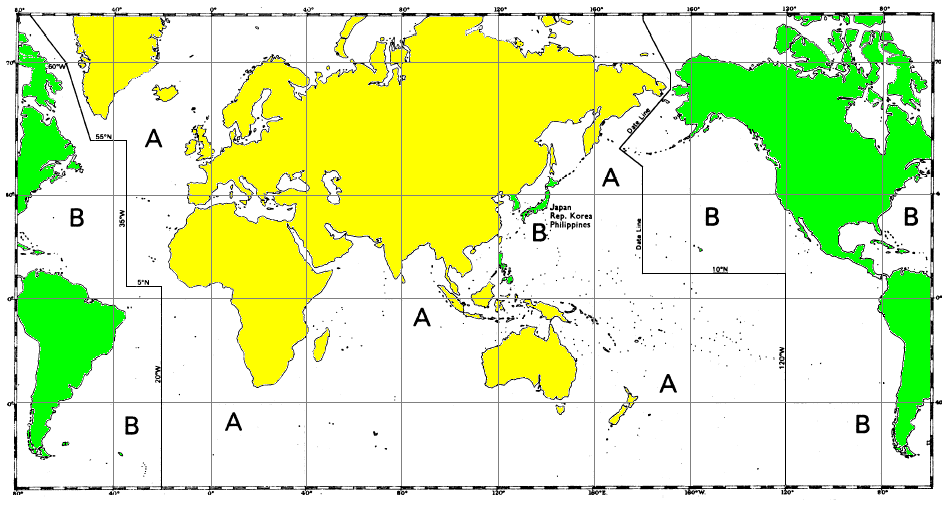
Betonnungssystem A und B

Seit 1977 gibt es damit weltweit nur noch zwei Betonnungssysteme, die sich lediglich durch die Farbe und Nummerierung der Lateralzeichen, nicht aber in deren Form unterscheiden:
- Betonnungssystem A, bei dem die Seezeichen auf der (von See kommend) Backbordseite des Fahrwassers rot sind. Dieses System findet Verwendung in Europa, Afrika, Australien, Neuseeland, dem mittleren Osten und großen Teilen Asiens.
- Betonnungssystem B, bei dem die Seezeichen auf der Steuerbordseite des Fahrwassers rot sind. Dieses System findet Verwendung in Nord- und Südamerika, Hawaii, Japan, Korea und den Philippinen.

Neue Gefahrstellen, die noch nicht in Seekarten verzeichnet oder darin amtlich berichtigt worden sind, werden durch zwei bau-identische, dicht nebeneinander liegende Zeichen aus dem Kardinalzeichen-, dem Einzelgefahrzeichen- oder dem Sonderzeichen-System gekennzeichnet.
Tonnen werden sicher auf dem Meeresgrund verankert, trotzdem kann es vorkommen, dass sie vertreiben oder verlegt oder eingeholt worden sind, so, wie auch ein Leuchtfeuer verlöschen kann. Das Verändern oder Beschädigen von Schifffahrtszeichen wird in allen Ländern nach Seerecht streng bestraft. Außerdem ist es verboten, Fahrzeuge an Seezeichen festzumachen.